# Amphoe Kabang
Amphoe Kabang (thailändisch อำเภอ กาบัง) ist der westlichste Landkreis (Amphoe – Verwaltungs-Distrikt) der  Provinz Yala. Die Provinz Yala liegt im äußersten Süden der Südregion von Thailand an der Landesgrenze nach Malaysia.

## Geographie
Benachbarte Landkreise und Gebiete sind (von Nordwesten im Uhrzeigersinn): Amphoe Saba Yoi in der Provinz Songkhla sowie Amphoe Yaha in der Provinz Yala. Im Süden liegt der Staat Kedah von Malaysia.

## Geschichte
Der Name Kabang ist eine thailändische Adaption von „Kabae“ oder „Kabe“, dem ursprünglich malaiischen Namen. „Kabae“ oder „Kabe“ ist eine Art von Rambutan-Baum.
Kabang wurde am 1. April 1991 zunächst als Unterbezirk (King Amphoe) eingerichtet, indem das Gebiet des heutigen Landkreises vom Amphoe Yaha abgetrennt wurde.  
Am 11. Oktober 1997 bekam Kabang den vollen Amphoe-Status.

## Verwaltung

### Provinzverwaltung
Amphoe Kabang ist in zwei Unterbezirke (Tambon) eingeteilt, welche weiter in 17 Dorfgemeinschaften (Muban) unterteilt sind. 
| Nr. | Name   | Thai | Muban | Einw.  |
| --- | ------ | ---- | ----- | ------ |
| 1.  | Kabang | กาบัง | 07    | 13.039 |
| 2.  | Bala   | บาละ | 10    | 09.107 |

### Lokalverwaltung
Es gibt keine Städte (Thesaban) im Landkreis.
Jeder der beiden Tambon wird von einer „Tambon-Verwaltungsorganisation“ (องค์การบริหารส่วนตำบล – Tambon Administrative Organization, TAO) verwaltet.